# Intel Core
Az Intel Core az Intel cég egyik márkaneve, amelyet 2006 januárjától  használnak, különféle, a közepestől a felső kategóriáig terjedő fogyasztói és üzleti felhasználású mikroprocesszorok megnevezésére. Az Intel 32 bites, P6 mikroarchitektúrájú egy- és kétmagos mobil mikroprocesszorai tartoznak ide. Az Intel Core típusnak két ága van: létezik Duo (kétmagos) és Solo jelölés, az utóbbi az azonos Duo processzort jelenti, amiben az egyik mag ki van kapcsolva.
A Core név a 32 bites processzorokat jelöli, ennek folytatása a Core 2 vonal, amibe már 64 bites processzorok tartoznak.
A Core névvel forgalmazott processzorok rendszerint a belépő szintű Celeron és Pentium márkájú, ugyanolyan felépítésű processzorok erősebb, nagyobb teljesítményű változatai. Hasonlóan, a Core processzorok azonos vagy jobb képességű változatait Xeon márkanév alatt hozzák forgalomba a szerverek és munkaállomások számára.
A Core processzorok vonala jelenleg a legutóbbi Core i7, Core i5, Core i3, valamint a korábbi Core 2 Solo, Core 2 Duo, Core 2 Quad és Core 2 Extreme típusok sorozatait is foglalja magában.

## Áttekintés
| márkanév                | asztali                                                                         | asztali                | asztali                                               | asztali                                             | laptop                                        | laptop  | laptop                        | laptop                                              |
| márkanév                | kódnév                                                                          | magok                  | processz                                              | kibocsátás                                          | kódnév                                        | magok   | processz                      | kibocsátás                                          |
| ----------------------- | ------------------------------------------------------------------------------- | ---------------------- | ----------------------------------------------------- | --------------------------------------------------- | --------------------------------------------- | ------- | ----------------------------- | --------------------------------------------------- |
| Core Solo               | nincs asztali változat                                                          | nincs asztali változat | nincs asztali változat                                | nincs asztali változat                              | Yonah                                         | 1       | 65 nm                         | 2006 jan.                                           |
| Core Duo                | nincs asztali változat                                                          | nincs asztali változat | nincs asztali változat                                | nincs asztali változat                              | Yonah                                         | 2       | 65 nm                         | 2006 jan.                                           |
| Core 2 Solo             | nincs asztali változat                                                          | nincs asztali változat | nincs asztali változat                                | nincs asztali változat                              | Merom-L Penryn-L                              | 1       | 65 nm 45 nm                   | 2007 szept. 2008 máj.                               |
| Core 2 Duo              | Conroe Allendale Wolfdale                                                       | 2                      | 65 nm 65 nm 45 nm                                     | 2006 aug. 2007 jan. 2008 jan.                       | Merom Penryn                                  | 2       | 65 nm 45 nm                   | 2006 júl. 2008 jan.                                 |
| Core 2 Quad             | Kentsfield Yorkfield                                                            | 4                      | 65 nm 45 nm                                           | 2007 jan. 2008 márc.                                | Penryn                                        | 4       | 45 nm                         | 2008 aug.                                           |
| Core 2 Extreme          | Conroe XE Kentsfield XE Yorkfield XE                                            | 2 4                    | 65 nm 65 nm 45 nm                                     | 2006 júl. 2006 nov. 2007 nov.                       | Merom XE Penryn XE                            | 2 4     | 65 nm 45 nm 45 nm             | 2007 júl. 2008 jan. 2008 aug.                       |
| Core i3                 | Clarkdale Sandy Bridge Ivy Bridge Haswell Skylake                               | 2 2 2                  | 32 nm 32 nm 22 nm 22 nm 14 nm                         | 2010 jan. 2011 feb. 2012 Q3                         | Arrandale Sandy Bridge Ivy Bridge Haswell     | 2       | 32 nm 32 nm 22 nm 22 nm       | 2010 jan. 2011 feb. 2012 jún. 2013 jún.             |
| Core i5                 | Lynnfield Clarkdale Sandy Bridge Ivy Bridge Haswell Broadwell Skylake           | 4 2 4 2 4 2 4,2 4      | 45 nm 32 nm 32 nm 32 nm 22 nm 22 nm 22 nm 14 nm 14 nm | 2009 szept. 2010 jan. 2011 jan. 2011 feb. 2012 ápr. | Arrandale Sandy Bridge Ivy Bridge             | 2       | 32 nm 32 nm 22 nm             | 2010 jan. 2011 feb. 2012 máj.                       |
| Core i7                 | Bloomfield Lynnfield Gulftown Sandy Bridge Ivy Bridge Haswell Broadwell Skylake | 4 6 4 4 4              | 45 nm 45 nm 32 nm 32 nm 22 nm 14 nm 14 nm             | 2008 nov. 2009 szept. 2010 júl. 2011 jan. 2012 ápr. | Clarksfield Arrandale Sandy Bridge Ivy Bridge | 4 2 4 2 | 45 nm 32 nm 32 nm 32 nm 22 nm | 2009 szept. 2010 jan. 2011 jan. 2011 feb. 2012 máj. |
| Core i7 Extreme Edition | Bloomfield Gulftown Sandy Bridge-E                                              | 4 6                    | 45 nm 32 nm 32 nm                                     | 2008 nov. 2010 márc. 2011 nov.                      | Clarksfield Sandy Bridge Ivy Bridge           | 4       | 45 nm 32 nm 22 nm             | 2009 szept. 2011 jan. 2012 máj.                     |

## Továbbfejlesztett Pentium M alapú
A Core márkanév eredetileg azokra az Intel 32 bites mobil kétmagos (dual-core) x86 mikroprocesszoraira vonatkozott, amelyek a Pentium M márkájú processzorok származékai.

### Core Duo
Az Intel Core Duo (termékkódja 80539) két magot tartalmaz egy lapkán, a két mag közösen osztozik egy 2 MiB méretű L2 gyorsítótáron, és egy arbiter sín vezérli a hozzáférést az L2 gyorsítótárhoz és az FSB-hez.
| Kódnév (fő cikk) | Márkanév (lista) | L3 gyorsítótár | Foglalat | TDP  |
| ---------------- | ---------------- | -------------- | -------- | ---- |
| Yonah            | Core Duo T2xxx   | 2 MiB          | Socket M | 31 W |
| Yonah            | Core Duo L2xxx   | 2 MiB          | Socket M | 15 W |
| Yonah            | Core Duo U2xxx   | 2 MiB          | Socket M | 9 W  |

### Core Solo
Az Intel Core Solo (termékkódja 80538) ugyanazt a fajta kétmagos lapkát alkalmazza, mint a Core Duo, azonban csak egy aktív maggal rendelkezik. Igény szerint az Intel egyszerűen képes letiltani az egyik magot, hogy a csipet a Core Solo árfekvésében árulja – ez kevesebb erőfeszítést igényelt, mint beindítani és fenntartani egy újabb, fizikailag egy magot tartalmazó CPU termelését. Az Intel előzőleg már alkalmazta ezt a stratégiát a Intel 80486-os processzorok gyártásánál, ahol a 486SX CPU-k gyakorlatilag 486DX CPU-ként készültek, csak letiltották bennük az FPU működését.
| Kódnév (fő cikk) | Márkanév (lista) | L3 gyorsítótár | Foglalat | TDP     |
| ---------------- | ---------------- | -------------- | -------- | ------- |
| Yonah            | Core Solo T1xxx  | 2 MiB          | Socket M | 27–31 W |
| Yonah            | Core Solo U1xxx  | 2 MiB          | Socket M | 5.5–6 W |

## Nehalem mikroarchitektúra alapú
A Nehalem mikroarchitektúra kibocsátásával 2008 novemberében az Intel egy új elnevezési rendszert vezetett be a Core processzorok számára. Ebben három változat szerepelt, a Core i3, a Core i5 és a Core i7, de ezek a nevek már nem felelnek meg konkrét műszaki tulajdonságoknak, mint pl. a magok száma. Ehelyett a márka három minőségi szintre lett osztva, ahol az i3 az alacsony szintű, az i5 a középkategóriás, az i7 pedig a felsőkategóriás teljesítménycsoportot jelöli, amely megfelel a három, négy és öt csillagos jelölésnek az Intel processzorosztályozási rendszerében, ahol az egy csillagot a belépő szintű Celeron, a két csillagot pedig a Pentium processzorok kapták. A Nehalem alapú processzorok közös jellemzői közé tartozik az integrált DDR memóriavezérlő, valamint a processzorba integrált QuickPath Interconnect vagy PCI Express és a Direct Media Interface sínek, felváltva a korábbi Core processzorokban alkalmazott, kiöregedett négyszeres pumpálású front-side bus-t. Ezek a processzorok 256 KB L2 gyorsítótárat tartalmaznak magonként, és legfeljebb 12 MB megosztott L3 gyorsítótárat. Az új I/O kapcsolatrendszer miatt a korábbi generációs csipkészletek és alaplapok már nem használhatók a Nehalem alapú processzorokkal.

### Core i3
Az Intel a Core i3 márkát a teljesítményskála alsó részén elhelyezkedő új Intel processzorok csoportjának szánta, a Core 2 márka visszavonulását követően.
Az első Core i3 processzorok 2010. január 7-én jelentek meg.
Az első Nehalem-alapú Core i3 a Clarkdale processzoron alapult, integrált GPU-val és a két maggal rendelkezett. Ugyanez a processzor rendelkezésre áll a Core i5 és a Pentium családokban is, kissé eltérő konfigurációkban.
A Core i3-3xxM processzorok az Arrandale processzoron alapulnak, amely a  Clarkdale asztali processzor mobil változata. Ezek hasonlítanak a Core i5-4xx sorozatra, csak alacsonyabb órajelen futnak és hiányzik belőlük a Turbo Boost. Egy Intel GY.I.K. szerint nem támogatják az ECC memóriát. A Supermicro alaplapgyártó információi szerint ha egy Core i3 processzort szerver platform csipkészlettel – ilyenek pl. az Intel 3400/3420/3450 – együtt használnak, akkor a CPU támogatja az ECC-t (error-correcting code, hibajavító kód) UDIMM típusú memóriáknál. A kérdésre válaszként az Intel megerősítette, hogy bár az Intel 5 sorozatú csipkészlet csak nem-ECC memóriákat támogat a Core i5 vagy i3 processzorok mellett, azonban ha ezeket a processzorokat 3400 sorozatú csipkészlettel együtt alkalmazzák, akkor képesek az ECC memóriák ECC funkciójának kihasználására. Más alaplapgyártó cégek egyes alaplap-típusai szintén támogatják az ECC használatát az Intel Core ix processzoraival, erre egy példa az Asus P8B WS alaplap, bár ez sem támogatja az ECC memóriát a Windows operációs rendszer nem-szerver kiadásaiban (tehát az asztali Windows 7, Vista és XP változatokban csak nem-ECC memória használható az adott alaplap-processzor kombinációval).
| Kódnév (fő cikk) | Márkanév (lista) | Magok | L3 gyorsítótár | Foglalat  | TDP * | I/O sín                               |
| ---------------- | ---------------- | ----- | -------------- | --------- | ----- | ------------------------------------- |
| Clarkdale        | Core i3-5xx      | 2     | 4 MB           | LGA 1156  | 73 W  | Direct Media Interface, integrált GPU |
| Arrandale        | Core i3-3xxM     | 2     | 3 MB           | rPGA-988A | 35 W  | Direct Media Interface, integrált GPU |
| Arrandale        | Core i3-3xxUM    | 2     | 3 MB           | BGA-1288  | 18 W  |                                       |

* TDP: thermal design power; a tipikus fogyasztást jellemző érték, amelyre a hűtést méretezik

### Core i5
Az első Nehalem mikroarchitektúrára épülő Core i5 processzort 2009. szeptember 8-án mutatták be – a korábban (már 2008-ban) megjelent Core i7 típus, a Lynnfield mag hétköznapi, általános használatra tervezett változataként. A Lynnfield magos i5 processzorok 8 MiB L3 gyorsítótárral rendelkeznek, van bennük egy 2,5 GT/s teljesítményű DMI sín, támogatják a kétcsatornás DDR3-800/1066/1333 memória használatát és a Hyper-threading ki van bennük kapcsolva. Ugyanezeket a processzorokat más néven is forgalomba hozták, melynek során egyes jellemzőiket gyártáskor engedélyezték ill. bekapcsolták (mint pl. Hyper-threading és különböző órajelfrekvenciák), ezek a kis mértékben megváltoztatott processzorok alkották a Core i7-8xx és Xeon 3400-as processzor-sorozatokat – amelyeket azonban nem szabad összetéveszteni a Bloomfield magot alkalmazó, csúcskategóriás Core i7-9xx és Xeon 3500-as processzorsorozatokkal.
A Core i5-5xx mobil processzorok az Arrandale nevet kapták és a 32 nm-es Westmere mikroarchitektúrán alapulnak, ami nem más, mint a Nehalem mikroarchitektúra kisebb csíkszélességű, „zsugorított” változata. Az Arrandale processzorok már integrált grafikai képességekkel is el vannak látva, azonban csak két magot tartalmaznak. Az Arrandale csipek 2010 januárjában jelentek meg, a Core i7-6xx és Core i3-3xx sorozatú processzorokban. A Core i5-5xx sorozat processzorai egy csökkentett, 3 MB méretű L3 gyorsítótárat kaptak, míg a Core i5-6xx sorozat a teljes gyorsítótárat kihasználja, a Core i3-3xx sorozat pedig nem rendelkezik Turbo Boost támogatással. A Clarkdale processzort, az Arrandale asztali változatát a Core i5-6xx márkaneveken forgalmazzák, emellett a kapcsolódó Core i3 és Pentium márkák alatt is. Ezekben be van kapcsolva a Hyper-Threading és a teljes 4 MB méretű L3 gyorsítótárat kihasználják.
Az Intel közleményei szerint „a Core i5 sorozatú asztali processzorok és asztali alaplapok jellemzően nem támogatják az ECC memória használatát”, azonban a Core i3 részleges ECC támogatására vonatkozó információ a Core i5 és i7 sorozatra is érvényes.
| Kódnév (fő cikk) | Márkanév (lista) | Magok | L3 gyorsítótár | Foglalat  | TDP     | I/O sín                               |
| ---------------- | ---------------- | ----- | -------------- | --------- | ------- | ------------------------------------- |
| Lynnfield        | Core i5-7xx      | 4     | 8 MB           | LGA 1156  | 95 W    | Direct Media Interface                |
| Lynnfield        | Core i5-7xxS     | 4     | 8 MB           | LGA 1156  | 82 W    | Direct Media Interface                |
| Clarkdale        | Core i5-6xx      | 2     | 4 MB           | LGA 1156  | 73–87 W | Direct Media Interface, integrált GPU |
| Arrandale        | Core i5-5xxM     | 2     | 3 MB           | rPGA-988A | 35 W    | Direct Media Interface, integrált GPU |
| Arrandale        | Core i5-4xxM     | 2     | 3 MB           | rPGA-988A | 35 W    | Direct Media Interface, integrált GPU |
| Arrandale        | Core i5-5xxUM    | 2     | 3 MB           | BGA-1288  | 18 W    | Direct Media Interface, integrált GPU |
| Arrandale        | Core i5-4xxUM    | 2     | 3 MB           | BGA-1288  | 18 W    | Direct Media Interface, integrált GPU |

Az Intel Core i5-6xx és i3-5xx sorozatú processzorokról részletes elemzés olvasható a Prohardver portálon.

### Core i7
Az Intel Core i7 Intel márkanév számos asztali és laptopokba szánt 64 bites x86-64 processzorra vonatkozik, amelyek vegyesen a Nehalem, Westmere, Sandy Bridge és Ivy Bridge mikroarchitektúrákra épülnek. A Core i7 márka az üzleti és a nagy teljesítményt igénylő, csúcskategóriás felhasználói piacot célozza, mind az asztali, mind a laptop gépek területén, és elkülönül a Core i3 (belépőszintű felhasználói), Core i5 (középszintű felhasználói) és Xeon (szerverek és munkaállomások) márkáktól.
Az Intel a Core i7 nevet a Bloomfield négymagos (quad-core) processzorral együtt jelentette meg, 2008 vége táján. 2009-ben az új Core i7 modellek a Lynnfield asztali négymagos processzoron alapultak, ehhez a vonalhoz csatlakoztak később a Clarksfield négymagos mobilprocesszorok, majd az Arrandale kétmagos processzorok 2010 januárjában. A Core sorozat első hatmagos processzora a 2010. március 16-án megjelent Gulftown processzor volt. A közönséges Core i7 és az Extreme Edition is öt csillaggal szerepelt az Intel processzorosztályozó listáján (Intel Processor Rating). 2011 januárjában az Intel kibocsátotta a Core i7 processzorok második generációját, amelynek tagjai szintén öt csillaggal szerepelnek az említett listán. Ez a második generáció eleinte a „Sandy Bridge” magon alapult, amelyet 2012 áprilisában felváltott az „Ivy Bridge”.
A márka első három mikroarchitektúra-generációjában a Core i7 család különböző tagjai két külön rendszerszintű architektúrát használtak, így két különböző tokozással jelentek meg (pl. LGA 1156 és LGA 1366 a Nehalem esetén). Mindegyik generációban a legmagasabb teljesítményű Core i7 processzorok ugyanazt a foglalatot és QPI-alapú architektúrát kapták, mint a kisteljesítményű azonos generációjú Xeon processzorok, míg az alacsonyabb teljesítményű Core i7 processzorok a Core i5 processzorokéval megegyező csatlakozót és PCIe/DMI/FDI (sín)felépítést kaptak.
A „Core i7” az Intel Core 2 márkanév utódja. Az Intel azt állítja, hogy a Core i7 gyűjtőnév a vásárlókat segíti a processzorválasztásban, mivel a jövőben újabb Nehalem-alapú termékek jelennek meg.
| Kódnév (fő cikk) | Márkanév (lista)                      | Magok | L3 gyorsítótár | Foglalat  | TDP   | Gyártási folyamat | Sínek                     | Kibocsátás dátuma |
| ---------------- | ------------------------------------- | ----- | -------------- | --------- | ----- | ----------------- | ------------------------- | ----------------- |
| Gulftown         | Core i7-9xxX Extreme Edition          | 6     | 12 MB          | LGA 1366  | 130 W | 32 nm             | QPI, 3 × DDR3             | 2010. március     |
| Gulftown         | Core i7-970                           | 6     | 12 MB          | LGA 1366  | 130 W | 32 nm             | QPI, 3 × DDR3             | 2010. július      |
| Bloomfield       | Core i7-9xx Extreme Edition           | 4     | 8 MB           | LGA 1366  | 130 W | 45 nm             | QPI, 3 × DDR3             | 2008. november    |
| Bloomfield       | Core i7-9xx (kivéve: Core i7-970/980) | 4     | 8 MB           | LGA 1366  | 130 W | 45 nm             | QPI, 3 × DDR3             | 2008. november    |
| Lynnfield        | Core i7-8xx                           | 4     | 8 MB           | LGA 1156  | 95 W  | 45 nm             | DMI, PCI-e, 2 × DDR3      | 2009. szeptember  |
| Lynnfield        | Core i7-8xxS                          | 4     | 8 MB           | LGA 1156  | 82 W  | 45 nm             | DMI, PCI-e, 2 × DDR3      | 2010. január      |
| Clarksfield      | Core i7-9xxXM Extreme Edition         | 4     | 8 MB           | rPGA-988A | 55 W  | 45 nm             | DMI, PCI-e, 2 × DDR3      | 2009. szeptember  |
| Clarksfield      | Core i7-8xxQM                         | 4     | 8 MB           | rPGA-988A | 45 W  | 45 nm             | DMI, PCI-e, 2 × DDR3      | 2009. szeptember  |
| Clarksfield      | Core i7-7xxQM                         | 4     | 6 MB           | rPGA-988A | 45 W  | 45 nm             | DMI, PCI-e, 2 × DDR3      | 2009. szeptember  |
| Arrandale        | Core i7-6xxM                          | 2     | 4 MB           | rPGA-988A | 35 W  | 32 nm             | DMI, PCI-e, FDI, 2 × DDR3 | 2010. január      |
| Arrandale        | Core i7-6xxLM                         | 2     | 4 MB           | BGA-1288  | 25 W  | 32 nm             | DMI, PCI-e, FDI, 2 × DDR3 | 2010. január      |
| Arrandale        | Core i7-6xxUM                         | 2     | 4 MB           | BGA-1288  | 18 W  | 32 nm             | DMI, PCI-e, FDI, 2 × DDR3 | 2010. január      |

## Sandy Bridge mikroarchitektúra alapú
2011 elején az Intel egy új mikroarchitektúrát mutatott be: a Sandy Bridge-et. Miközben a cég megtartotta az összes Nehalem-en alapuló termékét, beleértve a Core i3/i5/i7-et is, újabb modellszámokat vezetett be. A Sandy Bridge mikroarchitektúrájú processzorok első készletében két- és négymagos változatok voltak, mindegyikben egyetlen 32 nm-es csíkszélességű lapkán kerültek kialakításra a CPU és GPU magok, az előző mikroarchitektúráktól eltérően. A Sandy Bridge mikroarchitektúrájú Core i3/i5/i7 processzorok négyjegyű modellszámot kapnak. A mobil verziónál a thermal design power értékét már nem lehet meghatározni a CPU-szám utótagjából. A Sandy Bridge-dzsel kezdve az Intel elvetette azt a gyakorlatot, hogy a processzorok száma, foglalat vagy a tervezett felhasználás alapján határozza meg a processzorok kódneveit; ezek a processzorok ugyanazt a kódnevet kapják, mint a mikroarchitektúra.
Az Ivy Bridge a Sandy Bridge mikroarchitektúra 22 nm-es csíkszélességű, háromkapus („3D”) tranzisztorokkal felépített kicsinyített méretű változata, amelyet 2012 áprilisában vezettek be.

### Core i3
2011. január 20-án jelent meg a Core i3-2xxx vonal, amelybe asztali és mobil processzorok tartoznak, és ez a 2010-es „Clarkdale” Core i3-5xx és „Arrandale” Core i3-3xxM modellek helyettesítője, amely az új mikroarchitektúrán alapul.
Az Ivy Bridge-alapú Core-i3-3xxx vonal egy kisebb javítása a 22 nm-es csíkszélesszégű technológiának és jobb grafikai képességekkel rendelkezik.
| Kódnév (fő cikk)       | Márkanév (lista) | Magok | L3 gyorsítótár | Foglalat           | TDP  | I/O sín                               |
| ---------------------- | ---------------- | ----- | -------------- | ------------------ | ---- | ------------------------------------- |
| Sandy Bridge (asztali) | Core i3-21xx     | 2     | 3 MB           | LGA 1155           | 65 W | Direct Media Interface, integrált GPU |
| Sandy Bridge (asztali) | Core i3-21xxT    | 2     | 3 MB           | LGA 1155           | 35 W | Direct Media Interface, integrált GPU |
| Sandy Bridge (mobil)   | Core i3-2xx0M    | 2     | 3 MB           | rPGA-988B BGA-1023 | 35 W | Direct Media Interface, integrált GPU |
| Sandy Bridge (mobil)   | Core i3-2xx7M    | 2     | 3 MB           | BGA-1023           | 17 W | Direct Media Interface, integrált GPU |
| Ivy Bridge (mobil)     | Core i3-3xx0M    | 2     | 3 MB           | rPGA-988B BGA-1023 | 35 W | Direct Media Interface, integrált GPU |
| Ivy Bridge (mobil)     | Core i3-3xx7U    | 2     | 3 MB           | BGA-1023           | 17 W | Direct Media Interface, integrált GPU |
| Ivy Bridge (mobil)     | Core i3-3xx9Y    | 2     | 3 MB           | BGA-1023           | 13 W | Direct Media Interface, integrált GPU |

### Core i5
2011 januárjában a 2011-es CES-en mutatta be az Intel az új négymagos, „Sandy Bridge” mikroarchitektúrájú Core i5 processzorait. Az újabb kétmagos mobil és asztali processzorok 2011 februárjában érkeztek.
A Core i5-2xxx asztali gépekbe szánt processzor termékvonalában leginkább négymagos processzorok találhatók, a kétmagos Core i5-2390T kivételével, integrált grafikai egységet is tartalmaznak, a korábbi Core i5-6xx és Core i5-7xx termékvonalak jellemzőit kombinálva. A négyjegyű modellszám után álló utótag a szabad szorzót (K), alacsony fogyasztást (S) és az ultra-alacsony fogyasztást (T) jelöli.
Az asztali CPU-k itt mind négy nem-SMT magot tartalmaznak (mint az i5-750), a i5-2390T kivételével. A DMI sín sebessége 5 GT/s.
A mobil Core i5-2xxxM processzorok mind kétmagosak, mint az előző Core i5-5xxM sorozat és rendelkeznek a termékvonal a jellemzőivel.
| Kódnév (fő cikk)       | Márkanév (lista)           | Magok | L3 gyorsítótár | Foglalat           | TDP  | I/O sín                               |
| ---------------------- | -------------------------- | ----- | -------------- | ------------------ | ---- | ------------------------------------- |
| Sandy Bridge (asztali) | Core i5-2xxx Core i5-2xxxK | 4     | 6 MB           | LGA 1155           | 95 W | Direct Media Interface, integrált GPU |
| Sandy Bridge (asztali) | Core i5-2xxxS              | 4     | 6 MB           | LGA 1155           | 65 W | Direct Media Interface, integrált GPU |
| Sandy Bridge (asztali) | Core i5-25xxT              | 4     | 6 MB           | LGA 1155           | 45 W | Direct Media Interface, integrált GPU |
| Sandy Bridge (asztali) | Core i5-23xxT              | 2     | 3 MB           | LGA 1155           | 35 W | Direct Media Interface, integrált GPU |
| Ivy Bridge (asztali)   | Core i5-3xxx Core i5-3xxxK | 4     | 6 MB           | LGA 1155           | 77 W | Direct Media Interface, integrált GPU |
| Ivy Bridge (asztali)   | Core i5-3xxxS              | 4     | 6 MB           | LGA 1155           | 65 W | Direct Media Interface, integrált GPU |
| Ivy Bridge (asztali)   | Core i5-35xxT              | 4     | 6 MB           | LGA 1155           | 45 W | Direct Media Interface, integrált GPU |
| Ivy Bridge (asztali)   | Core i5-34xxT              | 2     | 3 MB           | LGA 1155           | 35 W | Direct Media Interface, integrált GPU |
| Sandy Bridge (mobil)   | Core i5-2xxxM              | 2     | 3 MB           | rPGA-988B BGA-1023 | 35 W | Direct Media Interface, integrált GPU |
| Sandy Bridge (mobil)   | Core i5-2xx7M              | 2     | 3 MB           | BGA-1023           | 17 W | Direct Media Interface, integrált GPU |
| Ivy Bridge (mobil)     | Core i5-3xx0M              | 2     | 3 MB           | rPGA-988B BGA-1023 | 35 W | Direct Media Interface, integrált GPU |
| Ivy Bridge (mobil)     | Core i5-3xx7U              | 2     | 3 MB           | BGA-1023           | 17 W | Direct Media Interface, integrált GPU |
| Ivy Bridge (mobil)     | Core i5-3xx9Y              | 2     | 3 MB           | BGA-1023           | 13 W | Direct Media Interface, integrált GPU |

### Core i7
A Core i7 márka továbbra is az Intel asztali és mobil processzorainak csúcskategóriája, a Sandy Bridge modellekben a legnagyobb méretű L3 gyorsítótárral és a legmagasabb órajelfrekvenciával. A legtöbb i7 modell nagyon hasonló a kisebb Core i5-ös testvéréhez. A négymagos mobil Core i7-2xxxQM/XM processzorok követik az előző „Clarksfield”  Core i7-xxxQM/XM processzorokat, de ezekben már megtalálható az integrált grafikai egység.
| Kódnév (fő cikk)         | Márkanév (lista)                                           | Magok | L3 gyorsítótár | Foglalat           | TDP   | Gyártási folyamat | I/O sín                               | Kibocsátás dátuma |
| ------------------------ | ---------------------------------------------------------- | ----- | -------------- | ------------------ | ----- | ----------------- | ------------------------------------- | ----------------- |
| Ivy Bridge (asztali)     | Core i7-37xx, i7-37xxK                                     | 4     | 8 MB           | LGA 1155           | 77 W  | 22 nm             | Direct Media Interface, integrált GPU | 2012. április     |
| Ivy Bridge (asztali)     | Core i7-37xxS                                              | 4     | 8 MB           | LGA 1155           | 65 W  | 22 nm             | Direct Media Interface, integrált GPU | 2012. április     |
| Ivy Bridge (asztali)     | Core i7-37xxT                                              | 4     | 8 MB           | LGA 1155           | 45 W  | 22 nm             | Direct Media Interface, integrált GPU | 2012. április     |
| Sandy Bridge-E (asztali) | Core i7-39xxX                                              | 6     | 15 MB          | LGA 2011           | 130 W | 32 nm             | Direct Media Interface                | 2011. november    |
| Sandy Bridge-E (asztali) | Core i7-39xxK                                              | 6     | 12 MB          | LGA 2011           | 130 W | 32 nm             | Direct Media Interface                | 2011. november    |
| Sandy Bridge-E (asztali) | Core i7-38xx                                               | 4     | 10 MB          | LGA 2011           | 130 W | 32 nm             | Direct Media Interface                | 2011. november    |
| Sandy Bridge (asztali)   | Core i7-2xxxK, i7-2xxx                                     | 4     | 8 MB           | LGA 1155           | 95 W  | 32 nm             | Direct Media Interface, integrált GPU | 2011. január      |
| Sandy Bridge (asztali)   | Core i7-2xxxS                                              | 4     | 8 MB           | LGA 1155           | 65 W  | 32 nm             | Direct Media Interface, integrált GPU | 2011. január      |
| Ivy Bridge (mobil)       | Core i7-3xx9Y                                              | 2     | 4 MB           | rPGA-988B BGA-1023 | 13 W  | 22 nm             | Direct Media Interface, integrált GPU | 2013. január      |
| Ivy Bridge (mobil)       | Core i7-3xx7U, i7-3xx7UE                                   | 2     | 4 MB           | rPGA-988B BGA-1023 | 17 W  | 22 nm             | Direct Media Interface, integrált GPU | 2012. április     |
| Ivy Bridge (mobil)       | Core i7-3xxxLE                                             | 2     | 4 MB           | rPGA-988B BGA-1023 | 25 W  | 22 nm             | Direct Media Interface, integrált GPU | 2012. április     |
| Ivy Bridge (mobil)       | Core i7-3xxxM                                              | 2     | 4 MB           | rPGA-988B BGA-1023 | 35 W  | 22 nm             | Direct Media Interface, integrált GPU | 2012. április     |
| Ivy Bridge (mobil)       | Core i7-3xx2QM, i7-3xx2QE                                  | 4     | 6 MB           | rPGA-988B BGA-1023 | 35 W  | 22 nm             | Direct Media Interface, integrált GPU | 2012. április     |
| Ivy Bridge (mobil)       | Core i7-36x0QM, i7-3xx0QE, i7-36x5QM, i7-3xx5QE, i7-37xxQM | 4     | 6 MB           | rPGA-988B BGA-1023 | 45 W  | 22 nm             | Direct Media Interface, integrált GPU | 2012. április     |
| Ivy Bridge (mobil)       | Core i7-38xxQM                                             | 4     | 8 MB           | rPGA-988B BGA-1023 | 45 W  | 22 nm             | Direct Media Interface, integrált GPU | 2012. április     |
| Ivy Bridge (mobil)       | Core i7-3xxxXM                                             | 4     | 8 MB           | rPGA-988B BGA-1023 | 55 W  | 22 nm             | Direct Media Interface, integrált GPU | 2012. április     |
| Sandy Bridge (mobil)     | Core i7-2xxxXM                                             | 4     | 8 MB           | rPGA-988B BGA-1023 | 55 W  | 32 nm             | Direct Media Interface, integrált GPU | 2011. január      |
| Sandy Bridge (mobil)     | Core i7-28xxQM                                             | 4     | 8 MB           | rPGA-988B BGA-1023 | 45 W  | 32 nm             | Direct Media Interface, integrált GPU | 2011. január      |
| Sandy Bridge (mobil)     | Core i7-2xxxQE, i7-26xxQM, i7-27xxQM                       | 4     | 6 MB           | rPGA-988B BGA-1023 | 45 W  | 32 nm             | Direct Media Interface, integrált GPU | 2011. január      |
| Sandy Bridge (mobil)     | Core i7-2xx0M                                              | 2     | 4 MB           | rPGA-988B BGA-1023 | 35 W  | 32 nm             | Direct Media Interface, integrált GPU | 2011. február     |
| Sandy Bridge (mobil)     | Core i7-2xx9M                                              | 2     | 4 MB           | BGA-1023           | 25 W  | 32 nm             | Direct Media Interface, integrált GPU | 2011. február     |
| Sandy Bridge (mobil)     | Core i7-2xx7M                                              | 2     | 4 MB           | BGA-1023           | 17 W  | 32 nm             | Direct Media Interface, integrált GPU | 2011. február     |

## Ivy Bridge mikroarchitektúra alapú

### Core i3
| Kódnév (fő cikk)     | Márkanév (lista) | Magok | L3 gyorsítótár | Foglalat           | TDP  | I/O sín                               |
| -------------------- | ---------------- | ----- | -------------- | ------------------ | ---- | ------------------------------------- |
| Ivy Bridge (asztali) | Core i3-32xx     | 2     | 3 MB           | LGA 1155           | 55 W | Direct Media Interface, integrált GPU |
| Ivy Bridge (asztali) | Core i3-32xxT    | 2     | 3 MB           | LGA 1155           | 35 W | Direct Media Interface, integrált GPU |
| Ivy Bridge (mobil)   | Core i3-3xx0M    | 2     | 3 MB           | rPGA-988B BGA-1023 | 35 W | Direct Media Interface, integrált GPU |
| Ivy Bridge (mobil)   | Core i3-3xx7U    | 2     | 3 MB           | BGA-1023           | 17 W | Direct Media Interface, integrált GPU |
| Ivy Bridge (mobil)   | Core i3-3xx9Y    | 2     | 3 MB           | BGA-1023           | 13 W | Direct Media Interface, integrált GPU |

### Core i5
| Kódnév (fő cikk)     | Márkanév (lista)           | Magok | L3 gyorsítótár | Foglalat           | TDP  | I/O sín                               |
| -------------------- | -------------------------- | ----- | -------------- | ------------------ | ---- | ------------------------------------- |
| Ivy Bridge (asztali) | Core i5-3xxx Core i5-3xxxK | 4     | 6 MB           | LGA 1155           | 77 W | Direct Media Interface, integrált GPU |
| Ivy Bridge (asztali) | Core i5-3xxxS              | 4     | 6 MB           | LGA 1155           | 65 W | Direct Media Interface, integrált GPU |
| Ivy Bridge (asztali) | Core i5-35xxT              | 4     | 6 MB           | LGA 1155           | 45 W | Direct Media Interface, integrált GPU |
| Ivy Bridge (asztali) | Core i5-34xxT              | 2     | 3 MB           | LGA 1155           | 35 W | Direct Media Interface, integrált GPU |
| Ivy Bridge (mobil)   | Core i5-3xx0M              | 2     | 3 MB           | rPGA-988B BGA-1023 | 35 W | Direct Media Interface, integrált GPU |
| Ivy Bridge (mobil)   | Core i5-3xx7U              | 2     | 3 MB           | BGA-1023           | 17 W | Direct Media Interface, integrált GPU |
| Ivy Bridge (mobil)   | Core i5-3xx9Y              | 2     | 3 MB           | BGA-1023           | 13 W | Direct Media Interface, integrált GPU |

### Core i7
| Kódnév (fő cikk)       | Márkanév (lista)                                                           | Magok | L3 gyorsítótár | Foglalat | TDP   | Gyártási folyamat | I/O sín                               | Kibocsátás dátuma |
| ---------------------- | -------------------------------------------------------------------------- | ----- | -------------- | -------- | ----- | ----------------- | ------------------------------------- | ----------------- |
| Ivy Bridge-E (asztali) | Core i7-4960X                                                              | 6     | 15MB           | LGA2011  | 130 W | 22 nm             | Direct Media Interface                | 2013. szeptember  |
| Ivy Bridge-E (asztali) | Core i7-4930K                                                              | 6     | 12MB           | LGA2011  | 130 W | 22 nm             | Direct Media Interface                | 2013. szeptember  |
| Ivy Bridge-E (asztali) | Core i7-4820K                                                              | 4     | 10MB           | LGA2011  | 130 W | 22 nm             | Direct Media Interface                | 2013. szeptember  |
| Ivy Bridge (asztali)   | Core i7-37xx Core i7-37xxK                                                 | 4     | 8 MB           | LGA 1155 | 77 W  | 22 nm             | Direct Media Interface, integrált GPU | 2012. április     |
| Ivy Bridge (asztali)   | Core i7-37xxS                                                              | 4     | 8 MB           | LGA 1155 | 65 W  | 22 nm             | Direct Media Interface, integrált GPU | 2012. április     |
| Ivy Bridge (asztali)   | Core i7-37xxT                                                              | 4     | 8 MB           | LGA 1155 | 45 W  | 22 nm             | Direct Media Interface, integrált GPU | 2012. április     |
| Ivy Bridge (mobil)     | Core i7-3xxxXM                                                             | 4     | 8 MB           | LGA 1155 | 55 W  | 22 nm             | Direct Media Interface, integrált GPU | 2012. április     |
| Ivy Bridge (mobil)     | Core i7-38xxQM                                                             | 4     | 8 MB           | LGA 1155 | 45 W  | 22 nm             | Direct Media Interface, integrált GPU | 2012. április     |
| Ivy Bridge (mobil)     | Core i7-36x0QM Core i7-3xx0QE Core i7-36x5QM Core i7-3xx5QE Core i7-37xxQM | 4     | 6 MB           | LGA 1155 | 45 W  | 22 nm             | Direct Media Interface, integrált GPU | 2012. április     |
| Ivy Bridge (mobil)     | Core i7-3xx2QM Core i7-3xx2QE                                              | 4     | 6 MB           | LGA 1155 | 35 W  | 22 nm             | Direct Media Interface, integrált GPU | 2012. április     |
| Ivy Bridge (mobil)     | Core i7-3xxxM                                                              | 2     | 4 MB           | LGA 1155 | 35 W  | 22 nm             | Direct Media Interface, integrált GPU | 2012. április     |
| Ivy Bridge (mobil)     | Core i7-3xxxLE                                                             | 2     | 4 MB           | LGA 1155 | 25 W  | 22 nm             | Direct Media Interface, integrált GPU | 2012. április     |
| Ivy Bridge (mobil)     | Core i7-3xx7U Core i7-3xx7UE                                               | 2     | 4 MB           | LGA 1155 | 17 W  | 22 nm             | Direct Media Interface, integrált GPU | 2012. április     |
| Ivy Bridge (mobil)     | Core i7-3xx9Y                                                              | 2     | 4 MB           | LGA 1155 | 13 W  | 22 nm             | Direct Media Interface, integrált GPU | 2013. január      |

## Haswell mikroarchitektúra alapú

### Core i3
| Kódnév (fő cikk)  | Márkanév (lista)             | Magok | L3 gyorsítótár | GPU modell       | Foglalat  | TDP    | Gyártási folyamat | I/O sín                               | Kibocsátás dátuma |
| ----------------- | ---------------------------- | ----- | -------------- | ---------------- | --------- | ------ | ----------------- | ------------------------------------- | ----------------- |
| Haswell (asztali) | Core i3-43xx                 | 2     | 4 MB           | HD Graphics 4600 | LGA 1150  | 54 W   | 22 nm             | Direct Media Interface, integrált GPU | 2013. szeptember  |
| Haswell (asztali) | Core i3-43xxT Core i3-4xxxTE | 2     | 4 MB           | HD Graphics 4600 | LGA 1150  | 35 W   | 22 nm             | Direct Media Interface, integrált GPU | 2013. szeptember  |
| Haswell (asztali) | Core i3-41xx                 | 2     | 3 MB           | HD Graphics 4400 | LGA 1150  | 54 W   | 22 nm             | Direct Media Interface, integrált GPU | 2013. szeptember  |
| Haswell (asztali) | Core i3-41xxT                | 2     | 3 MB           | HD Graphics 4400 | LGA 1150  | 35 W   | 22 nm             | Direct Media Interface, integrált GPU | 2013. szeptember  |
| Haswell (mobil)   | Core i3-4xx2E                | 2     | 3 MB           | HD Graphics 4600 | BGA 1364  | 25 W   | 22 nm             | Direct Media Interface, integrált GPU | 2013. szeptember  |
| Haswell (mobil)   | Core i3-4xx0E                | 2     | 3 MB           | HD Graphics 4600 | BGA 1364  | 37 W   | 22 nm             | Direct Media Interface, integrált GPU | 2013. szeptember  |
| Haswell (mobil)   | Core i3-4xxxM                | 2     | 3 MB           | HD Graphics 4600 | Socket G3 | 37 W   | 22 nm             | Direct Media Interface, integrált GPU | 2013. szeptember  |
| Haswell (mobil)   | Core i3-4xx8U                | 2     | 3 MB           | Iris 5100        | BGA 1168  | 28 W   | 22 nm             | Direct Media Interface, integrált GPU | 2013. június      |
| Haswell (mobil)   | Core i3-4xx0U Core i3-4xx5U  | 2     | 3 MB           | HD Graphics 4400 | BGA 1168  | 15 W   | 22 nm             | Direct Media Interface, integrált GPU | 2013. június      |
| Haswell (mobil)   | Core i3-4xxxY                | 2     | 3 MB           | HD Graphics 4200 | BGA 1168  | 11.5 W | 22 nm             | Direct Media Interface, integrált GPU | 2013. június      |

### Core i5
| Kódnév (fő cikk)  | Márkanév (lista)             | Magok | L3 gyorsítótár | GPU modell       | Foglalat  | TDP    | Gyártási folyamat | I/O sín                               | Kibocsátás dátuma |
| ----------------- | ---------------------------- | ----- | -------------- | ---------------- | --------- | ------ | ----------------- | ------------------------------------- | ----------------- |
| Haswell (asztali) | Core i5-46xx Core i5-46xxK   | 4     | 6 MB           | HD Graphics 4600 | LGA 1150  | 84 W   | 22 nm             | Direct Media Interface, integrált GPU | 2013. június      |
| Haswell (asztali) | Core i5-4xxxS                | 4     | 6 MB           | HD Graphics 4600 | LGA 1150  | 65 W   | 22 nm             | Direct Media Interface, integrált GPU | 2013. június      |
| Haswell (asztali) | Core i5-46xxT                | 4     | 6 MB           | HD Graphics 4600 | LGA 1150  | 45 W   | 22 nm             | Direct Media Interface, integrált GPU | 2013. június      |
| Haswell (asztali) | Core i5-45xxT Core i5-45xxTE | 2     | 4 MB           | HD Graphics 4600 | LGA 1150  | 35 W   | 22 nm             | Direct Media Interface, integrált GPU | 2013. június      |
| Haswell (asztali) | Core i5-4xxxR                | 4     | 4 MB           | Iris Pro 5200    | BGA 1634  | 65 W   | 22 nm             | Direct Media Interface, integrált GPU | 2013. június      |
| Haswell (mobil)   | Core i5-4xxxH                | 2     | 3 MB           | HD Graphics 4600 | BGA 1634  | 47 W   | 22 nm             | Direct Media Interface, integrált GPU | 2013. szeptember  |
| Haswell (mobil)   | Core i5-4xx2E                | 2     | 3 MB           | HD Graphics 4600 | BGA 1634  | 25 W   | 22 nm             | Direct Media Interface, integrált GPU | 2013. szeptember  |
| Haswell (mobil)   | Core i5-4xx0E                | 2     | 3 MB           | HD Graphics 4600 | BGA 1634  | 37 W   | 22 nm             | Direct Media Interface, integrált GPU | 2013. szeptember  |
| Haswell (mobil)   | Core i5-4xxxM                | 2     | 3 MB           | HD Graphics 4600 | Socket G3 | 37 W   | 22 nm             | Direct Media Interface, integrált GPU | 2013. szeptember  |
| Haswell (mobil)   | Core i5-4xx8U                | 2     | 3 MB           | Iris 5100        | BGA1168   | 28 W   | 22 nm             | Direct Media Interface, integrált GPU | 2013. június      |
| Haswell (mobil)   | Core i5-4x50U                | 2     | 3 MB           | HD Graphics 5000 | BGA1168   | 15 W   | 22 nm             | Direct Media Interface, integrált GPU | 2013. június      |
| Haswell (mobil)   | Core i5-4x00U                | 2     | 3 MB           | HD Graphics 4400 | BGA1168   | 15 W   | 22 nm             | Direct Media Interface, integrált GPU | 2013. június      |
| Haswell (mobil)   | Core i5-4xxxY                | 2     | 3 MB           | HD Graphics 4200 | BGA1168   | 11.5 W | 22 nm             | Direct Media Interface, integrált GPU | 2013. június      |

### Core i7
| Kódnév (fő cikk)  | Márkanév (lista)                                            | Magok | L3 gyorsítótár | GPU modell       | Foglalat  | TDP       | Gyártási folyamat | I/O sín                               | Kibocsátás dátuma |
| ----------------- | ----------------------------------------------------------- | ----- | -------------- | ---------------- | --------- | --------- | ----------------- | ------------------------------------- | ----------------- |
| Haswell (asztali) | Core i7-47xx Core i7-47xxK                                  | 4     | 8 MB           | HD Graphics 4600 | LGA 1150  | 84 W      | 22 nm             | Direct Media Interface, integrált GPU | 2013. június      |
| Haswell (asztali) | Core i7-47xxS                                               | 4     | 8 MB           | HD Graphics 4600 | LGA 1150  | 65 W      | 22 nm             | Direct Media Interface, integrált GPU | 2013. június      |
| Haswell (asztali) | Core i7-47x0T                                               | 4     | 8 MB           | HD Graphics 4600 | LGA 1150  | 45 W      | 22 nm             | Direct Media Interface, integrált GPU | 2013. június      |
| Haswell (asztali) | Core i7-47x5T                                               | 4     | 8 MB           | HD Graphics 4600 | LGA 1150  | 35 W      | 22 nm             | Direct Media Interface, integrált GPU | 2013. június      |
| Haswell (asztali) | Core i7-47xxR                                               | 4     | 6 MB           | Iris Pro 5200    | BGA 1364  | 65 W      | 22 nm             | Direct Media Interface, integrált GPU | 2013. június      |
| Haswell (mobil)   | Core i7-4x50HQ Core i7-4x60HQ Core i7-4x50EQ Core i7-4x60EQ | 4     | 6 MB           | Iris Pro 5200    | BGA 1364  | 47 W      | 22 nm             | Direct Media Interface, integrált GPU | 2013. június      |
| Haswell (mobil)   | Core i7-47x2HQ Core i7-47x2EQ Core i7-470xHQ Core i7-470xEQ | 4     | 6 MB           | HD Graphics 4600 | BGA 1364  | 37 W 47 W | 22 nm             | Direct Media Interface, integrált GPU | 2013. június      |
| Haswell (mobil)   | Core i7-47x2MQ Core i7-470xMQ                               | 4     | 6 MB           | HD Graphics 4600 | Socket G3 | 37 W 47 W | 22 nm             | Direct Media Interface, integrált GPU | 2013. június      |
| Haswell (mobil)   | Core i7-49xxMQ Core i7-4xxxXM                               | 4     | 8 MB           | HD Graphics 4600 | Socket G3 | 57 W      | 22 nm             | Direct Media Interface, integrált GPU | 2013. június      |
| Haswell (mobil)   | Core i7-4xxxM                                               | 2     | 4 MB           | HD Graphics 4600 | Socket G3 | 35 W      | 22 nm             | Direct Media Interface, integrált GPU | 2013. szeptember  |
| Haswell (mobil)   | Core i7-4xx8U                                               | 2     | 4 MB           | Iris 5100        | BGA 1168  | 28 W      | 22 nm             | Direct Media Interface, integrált GPU | 2013. június      |
| Haswell (mobil)   | Core i7-4x50U                                               | 2     | 4 MB           | HD Graphics 5000 | BGA 1168  | 15 W      | 22 nm             | Direct Media Interface, integrált GPU | 2013. június      |
| Haswell (mobil)   | Core i7-4x00U                                               | 2     | 4 MB           | HD 4400          | BGA 1168  | 15 W      | 22 nm             | Direct Media Interface, integrált GPU | 2013. június      |
| Haswell (mobil)   | Core i7-4xxxY                                               | 2     | 4 MB           | HD 4200          | BGA 1168  | 11.5 W    | 22 nm             | Direct Media Interface, integrált GPU | 2013. június      |

## Fordítás
- Ez a szócikk részben vagy egészben az Intel Core című angol Wikipédia-szócikk ezen változatának fordításán alapul.  Az eredeti cikk szerkesztőit annak laptörténete sorolja fel. Ez a jelzés csupán a megfogalmazás eredetét és a szerzői jogokat jelzi, nem szolgál a cikkben szereplő információk forrásmegjelöléseként.
- Ez a szócikk részben vagy egészben az Intel Core című angol Wikipédia-szócikk ezen változatának fordításán alapul.  Az eredeti cikk szerkesztőit annak laptörténete sorolja fel. Ez a jelzés csupán a megfogalmazás eredetét és a szerzői jogokat jelzi, nem szolgál a cikkben szereplő információk forrásmegjelöléseként.